# Friedrich von Franz (Politiker)
Friedrich von Franz (* 6. März 1886 in Prag; † Juli 1945 in Jugoslawien) war nationalsozialistischer Politiker und Oberbürgermeister von Klagenfurt.

## Leben
Friedrich von Franz studierte an der Universität Wien und promovierte 1908 zum Dr. jur., anschließend war er in Troppau als k. u. k. Hofkanzleikonzeptsbeamter beschäftigt. Während des Ersten Weltkriegs war er an der Front und war dann 1918 bis 1924 im österreichischen Innenministerium und bei Bundeskanzler Ignaz Seipel tätig. Von 1925 bis 1933 war er Bezirkshauptmann des Bezirkes St. Veit an der Glan, wurde jedoch 1934 als Nationalsozialist seines Amtes enthoben und frühzeitig pensioniert.
Nach dem Anschluss Österreichs an NS-Deutschland wurde er 1938 zum Oberbürgermeister von Klagenfurt ernannt. Er beantragte am 12. Mai 1938 die Aufnahme in die NSDAP und wurde rückwirkend zum 1. Mai desselben Jahres aufgenommen (Mitgliedsnummer 6.161.273). In seiner Amtszeit wurden zahlreiche Nachbargemeinden eingemeindet, das Stadtgebiet vergrößerte sich dadurch von 618 auf 5.174 ha, die Bevölkerung stieg von 29.671 auf 56.701 Einwohner. Die deutsche Gemeindeordnung von 1935 wurde eingeführt (darum auch der Titel Oberbürgermeister).
Viele Straßen und Plätze wurden umbenannt und alle Zeitungen wurden eingestellt. An deren Stelle trat der Kärntner Grenzruf.
Die junge und ohnehin kleine jüdische Gemeinde in Klagenfurt, der Großteil war nach dem Ende des Ersten Weltkrieges in die Stadt gekommen (1934: 269 Mitglieder), wurde in dieser Zeit fast völlig ausgelöscht. Die Reichspogromnacht vom 9. November 1938 wirkte sich auch auf Klagenfurt aus: Das Bethaus in der Platzgasse und einzelne jüdische Wohnungen wurden demoliert, der Jüdische Friedhof in St. Ruprecht wurde geschändet. Die Bankkonten der in Kärnten befindlichen Juden wurden gesperrt, das Geld soll jedoch in Zusammenarbeit mit der Kultusgemeinde für die Deckung der Reisekosten der auswandernden Juden verwendet worden sein, wodurch sich in Kärnten mehr Juden in Sicherheit bringen konnten als in anderen Regionen. Im Mai 1939 lebten noch neun Juden in Klagenfurt. Sie wurden, sofern sie nicht ausgewandert sind, nach Kriegsausbruch im September 1939 zumeist verhaftet und in Konzentrationslager deportiert. Im Jahr 1951 lebten in Klagenfurt neun Bürger jüdischen Glaubens.
Das Stadttheater Klagenfurt wurde wiedereröffnet und modernisiert, und für umgesiedelte Kanaltaler wurde die Kanaltalersiedlung errichtet.
1939 brach der Zweite Weltkrieg aus und am 16. Januar 1944 wurde der erste Luftangriff auf Klagenfurt geflogen. Am 8. Mai 1945 endete die NS-Herrschaft. Einen Tag zuvor, am 7. Mai 1945 wurde Friedrich von Franz zusammen mit seinem Sohn und seiner Frau von jugoslawischen Partisanen verschleppt. Er und sein Sohn wurden im Juli 1945 erschossen, seine Frau ein Jahr darauf im September.

## Belege
- Eduard Skudnigg: Die freigewählten Bürgermeister von Klagenfurt. In: Gotbert Moro (Hrsg.): Die Landeshauptstadt Klagenfurt. Aus ihrer Vergangenheit und Gegenwart. Band 2. Klagenfurt 1970, S. 316.
- Bürgermeister seit 1850 auf der Website der Stadt Klagenfurt